# کینتور (ابردین‌شیر)
کینتور (به انگلیسی: Kintore) یک منطقهٔ مسکونی در اسکاتلند است که در ابردین‌شیر واقع شده‌است. کینتور ۴٬۴۷۶ نفر جمعیت دارد.